# Lastreopsis tenera
Lastreopsis tenera là một loài thực vật có mạch trong họ Dryopteridaceae. Loài này được (R. Br.) Tindale miêu tả khoa học đầu tiên năm 1957.